# Důl Bedřich (Slezská Ostrava)
Důl Bedřich (Friedrich Schacht) byl černouhelný důl, který se nacházel v Polské (Slezské) Ostravě. Vznikl jako světlík Jaklovecké dědičné štoly.

## Historie
Historický rozvoj důlního pole Jaklovec byl nerozlučně spjat s ražením Jaklovecké dědičné štoly, založené 30. května 1829 na pravém břehu řeky Ostravice. Ražbu zahájil Franz Joseph hrabě Wilczek (1748 – 1834), finančně podporován olomouckým arcibiskupstvím, později Salomonem Mayerem Rothschildem. Štola byla ražena až do roku 1840 a procházela důlními poli těžířů Rothschilda, Wilczka a Zwierziny. A bezmála 50 let sloužila jako hlavní dílo těmto těžířům. Patřila mezi nejdelší štolu a nejdůležitější důlní dílo v OKR. Dobývání uhelných slojí v Jakloveckém důlním poli nad úrovní počvy Jaklovecké dědičné štoly směrem k povrchu započalo v létech 1836 až 1840. Později se štolové dobývání překrývalo s hlubinným až do roku 1865. Z celkové délky 3160 m bylo vyraženo v jakloveckém důlním poli 1138 m, v důlním poli hr. Wilczka 1 754 m. V prvním úseku se nacházely rothschidovské doly, mělké Jaklovecké doly, důl Jindřich a důl Terezie.

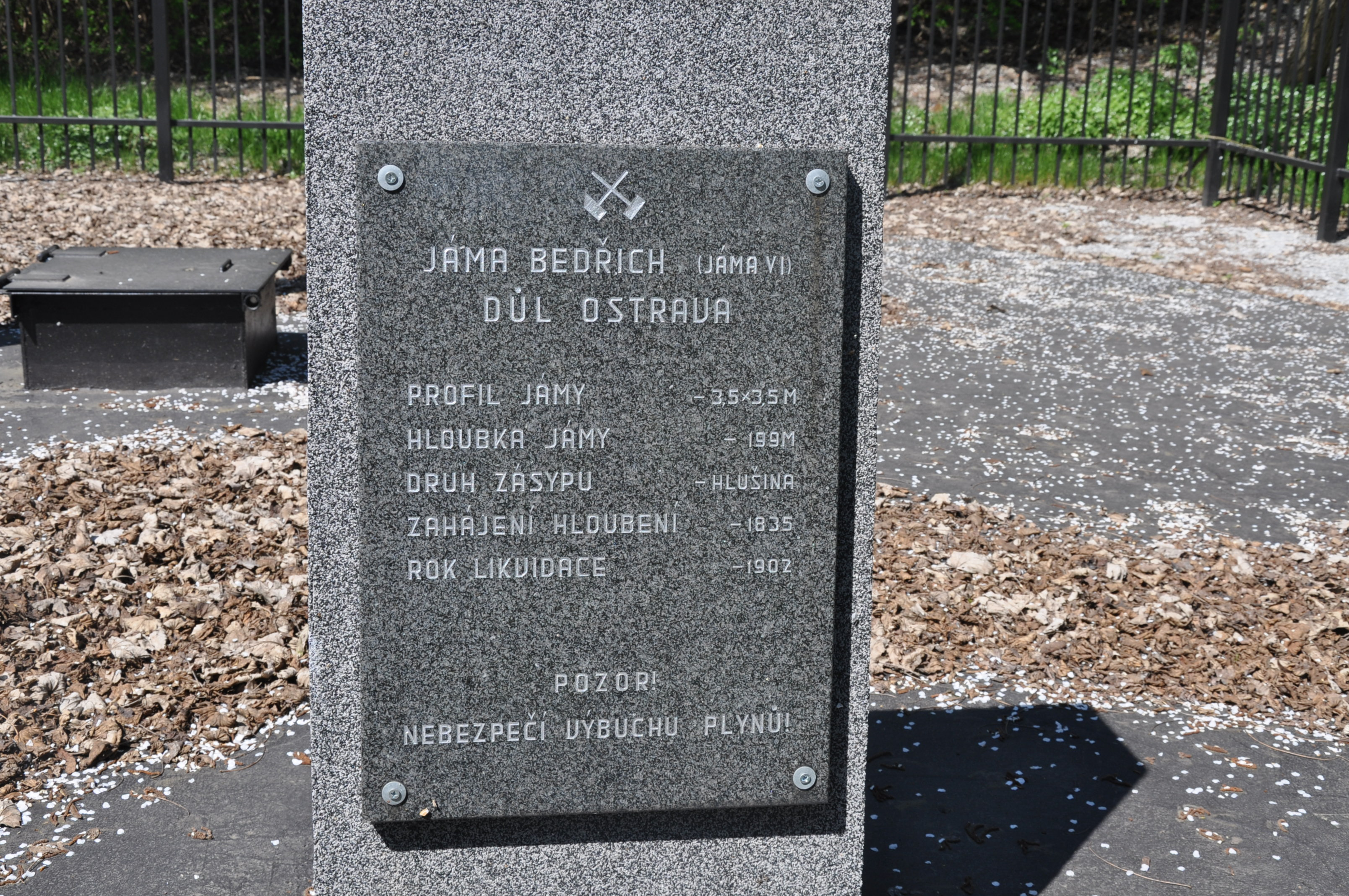
Jáma Bedřich, Slezská Ostrava, informační deska

Další světlík v pořadí číslo 6 na Jaklovecké dědičné štole, který byl určen pro větrání štoly, byl základem další mělké jámy č. 6. a od roku 1860 hlubinným dolem č. 6. Jáma, která byla hloubena 1835 až 1836, byla založena Stanislavem hrabětem Wilczkem (1792 – 1847). Důlní míry č. I. a II byly propůjčeny 22. ledna 1835. Důlní pole pak bylo tvořeno skupinou důlních měr, které měly společné označení Friedrich Zeche (Důl Bedřich). Jáma byla později pojmenována Bedřich. Konečná hloubka jámy byla 199,0 m a měla dvě patra. Byla vybavena parním jednoválcovým stojatým těžním strojem bez setrvačníku. Těžily se sloje jakloveckých a porubských vrstev ostravského souvrství.
Těžba uhlí byla v roce 1870 ukončena, důlní pole bylo přičleněno k nově rekonstruovaného dolu Trojice v Polské (Slezské) Ostravě. Těžní jáma byla přestavěna na jámu větrnou, byla vybavena větrnou pecí, která byla instalována v hloubce 180 m. Jako větrní jáma pro důl Trojice složil Důl Bedřich až do své likvidace v roce 1895.

### Údaje o Dolu Bedřich
Údaje dle
| Název                 | Druh jámy     | Založení | hloubka jámy [m] | těžba       | vytěženo                           | likvidace | dobývací pole [ha] | poznámka        |
| --------------------- | ------------- | -------- | ---------------- | ----------- | ---------------------------------- | --------- | ------------------ | --------------- |
| Důl č. 6, Důl Bedřich | těžní, větrní | 1835     | 199,0            | 1836 – 1870 | těžba nebyla vykazována samostatně | 1895      | 31,6               | 1 jáma, 2 patra |